# Men in Love (película)
Men in Love es una película dramática nigeriana estrenada directo a video de 2010 dirigida por Moses Ebere. Está protagonizada por Tonto Dikeh, John Dumelo y Halima Abubakar.

## Sinopsis
Charles (John Dumelo) y Whitney (Tonto Dikeh) son una pareja joven con hijos. Sin embargo, su matrimonio se ve empañado por las frecuentes infidelidades de Charles. Después de ser sorprendido en el acto con su secretaria, Whitney decidió dejarlo todo. A pesar de los consejos contradictorios de sus amigas, Flora (Halima Abubakar) y Rina, finalmente decide disculpar a su esposo. Como una forma de revivir su matrimonio, la pareja opta por irse de vacaciones. Sin embargo, estando allí se encuentran con un antiguo compañero de la Universidad de Charles, Alex, quien es homosexual y terminará complicando aún más la relación entre Witney y su esposo.

## Elenco
- Tonto Dikeh como Whitney
- John Dumelo como Charles
- Muna Obiekwe como Alex
- Halima Abubakar como Flora
- Becky Ogbuefi como pastora
- Promise Amadi como Bobby
- Ndu Ugochukwu como Caín
- Queen Okoro como Tasha
- Beckky Ogbuefi como pastor
- Nora Ugo como Abogada
- Tetete como obispo Duruzor

## Recepción
Nollywood Reinvented le otorgó una calificación de 2.5 sobre 5 y concluyó que "Curiosamente, esta historia no es realmente tan controvertida como se promocionó. De ninguna manera aborda el tema de la homosexualidad en la sociedad africana moderna".

## Controversias
Tras las críticas que siguieron con su selección en la película, John Dumelo emitió un comunicado en el que explicaba que la razón principal por la que aceptó actuar en la película "...era solo para crear conciencia de que las personas que en realidad son homosexuales lo más probable es que estén bajo hechizos demoníacos". En otra entrevista afirmó que ama a las mujeres y nunca será gay, pero no se arrepiente de haber interpretado ese personaje.